# Traité de Whitehall
Pour les articles homonymes, voir Whitehall (homonymie).
Le traité de Whitehall, signé le 19 février 1793, entre les Britanniques et les colons esclavagistes de Saint-Domingue, la Martinique et la Guadeloupe, permet aux colons français de combattre les troupes révolutionnaires et l'émancipation des esclaves, et aux Britanniques de récupérer la lucrative fiscalité sur les plantations françaises de canne à sucre.
Le traité est précédé en juillet et août 1791 par la fronde contre la Révolution française, des esclavagistes de Saint-Domingue, colonie qui représente alors la moitié de la production mondiale de coton et de café, et un tiers de celle de sucre, puis entre septembre 1791 et l'été 1792, par leurs tentatives d'émigrer à titre provisoire dans l'île anglaise de la Jamaïque, réticente à les accueillir. En décembre 1792, une série de règlements y est même édictée pour les décourager d'y débarquer.

## L'attention des émigrés monarchistes à Saint-Domingue
Lors de la Révolution française, les émigrés monarchistes « ne cessèrent d'accorder une extrême importance » à la célèbre « Isle à sucre », car elle pouvait selon eux « leur être une base de départ politique, et internationale pour une contre-révolution ».
La preuve, selon les historiens, de cette attention des émigrés aux événements de Saint-Domingue est fournie, entre autres, par les écrits archivés d'une officier poitevin émigré, Hilaire Urbain de Lafitte du Courteil, futur gouverneur de La Réunion du 1 er juillet 1817 au 9 septembre 1818, et qui était en 1792-1793, secrétaire du duc d'Harcourt installé à Londres. Il a décidé d'effectuer des copies manuscrites de plusieurs lettres « intéressant les relations du futur Louis XVIII avec les agents royalistes aux colonies, en Vendée, à Toulon et en Corse ». Parmi ces courriers, ceux du maréchal de Castries échangés en 1793, avec Malouet, « fondé de pouvoir » des colons de Saint-Domingue, ou encore le duc d'Harcourt, représentant du Régent à Londres, le duc d'Havre, représentant du Régent à Madrid,et  Cougniac-Myon, agent des Princes aux Iles-du-Vent.

## Histoire
Très peu de temps après la rupture avec l'Angleterre, des colons et des propriétaires coloniaux réfugiés à Londres lancent des « négociations » avec le gouvernement britannique pour la remise de la colonie aux Anglais.
L'accord constitue en réalité une capitulation car le retour ultérieur de la colonie à la France n’était qu’une hypothèse, en cas de "paix générale" au cours de laquelle on aviserait.

## Suites

### Le départ de Port-au-Prince en avril 1793
Les relations avec la Jamaïque se multiplient avant le traité puis dès que la nouvelle de sa signature franchit l'Atlantique, avec celle de la déclaration de guerre qui a commencé quelques jours plus tôt. Le premier groupe de colons, une centaine d’homme de Saint-Domingue, qui s'est réfugié à Kingston en arguant de la déclaration de la guerre du 1er février 1793, en faisant étape à Jérémie dans le Sud, est celui qui après le 11 avril 1793 a évacué Port-au-Prince, date où les commissaires civils ont réussi à placer la ville sous leur autorité, malgré la résistance tentée par le marquis de Borel, ex-député à la première assemblée coloniale et Anne Binsse cadete, son aide de camp. La plupart sont arrivés à Kingston, fin avril.

### L'incendie du Cap en juin 1793
Par la suite, en juin 1793, les anglais interceptent tous les navires qui sorte de Saint-Domingue, pour acheminer les passagers de force à Kingston, les plus nombreuses captures ayant lieu au cours de l’été de 1793.
Le 23 juin 1793, la ville du Cap connut un vaste soulèvement des milieux du commerce contre Sonthonax, mené par le général Galbaud, nouveau gouverneur, alors que le commissaire de la République l’avait destitué en le consignant sur un des navires.
La ville, où des milliers de blancs s'étaient repliés après le soulèvement des esclaves d’août 1791, fut en grande partie incendiée. Ces réfugiés se sont ensuite empilés sur les navires, qui, sans provisions suffisantes, ont dû partir vers les États-Unis alors que leurs occupants auraient préféré qu'ils mettent le cap vers la Jamaïque.  

### Le débarquement anglais de septembre 1793
Fin septembre 1793, sans qu'un coup de fusil n'ait riposté, des militaires venant de Jamaïque débarquent en deux points de Saint-Domingue : le premier est à l’extrémité de la presqu’île du Nord, appelée Môle Saint-Nicolas et qualifiée de « Gibraltar des Antilles », où ils sont accueillis par le colonel français Pierre-François Venault de Charmilly. Le second point de débarquement est à Jérémie, à la pointe de la presqu’île du Sud. Ces troupes sont sous le commandement du colonel Adam Williamson, responsable de la garnison de Jamaïque. Les Anglais bénéficient ainsi deux bases pour une occupation plus étendue que leurs effectifs militaires engagés n'auraient permis de l'envisager.
Le "Précis historique des Annales de la Colonie Française de Saint-Domingue depuis 1789 à 1799", écrit vers 1810 donne des renseignements très précis sur les lieux où eurent lieu les premiers débarquements.
Ce débarquement du corps expéditionnaire anglais fut suivi bientôt par celui des émigrés royalistes français de la Légion Montalembert. Ce n'est que beaucoup plus tard que des détachements émigrés soutenus par la Royal Navy, débarquèrent en Bretagne, à Quiberon, pour porter « enfin secours aux insurgés royalistes de l'Ouest qui luttaient seuls depuis deux ans ».

## Négociateurs
L'un des négociateurs est Pierre-Victor Malouët, un haut-fonctionnaire colonial devenu riche planteur à Saint-Domingue après avoir épousé une créole, et qui  a émigré en 1792 à Londres. Expérimenté, Pierre-Victor Malouet fut intendant à Cayenne en 1776 et avait des relations dans l'entourage du Régent et au gouvernement britannique. Il connaissait personnellement « son » ancien ministre de la Marine, le maréchal de Castries, en faveur de qui il était intervenu.
Les deux autres  négociateurs pour les colons sont le colonel Pierre-François Venault de Charmilly, planteur du Sud de Saint-Domingue et ancien député à l’assemblée coloniale de Saint-Marc, et le marquis de Fontenilles, planteur sucrier à Limonade, toujours à Saint-Domingue. Il y a aussi Henry Dundas, ministre du cabinet Pitt, pour le gouvernement britannique.
Venault de Charmilly avait vendu en 1792 sa sucrerie pour émigrer à Londres. Parallèlement, au cours des mois précédent le traité et après l'intermédiaire principal entre les émigrés-réfugiés français et les autorités de la Jamaïque fut le même Venault de Charmilly, fort d'une grande influence auprès du gouverneur de la Jamaïque, et qui s’était fait son grand conseiller, en ne cessant de pousser les Anglais à occuper Saint-Domingue. 

## Signataires
Parmi les signataires, la plupart animeront ensuite la communauté des réfugiés français de Saint-Domingue en Amérique.
Sur un plan plus officiel, les accords de Whitehall du 19 février sont signés avec la couronne britannique par Ignace-Joseph-Philippe de Perpignan et Louis de Curt pour la Guadeloupe et pour la Martinique par Louis-François Dubuc, grand planteur sucrier élu président de l'assemblée coloniale créée à la Martinique en 1787.
Le traité de Londres du 25 février, pour Saint-Domingue, est lui signé par Pierre-Victor Malouet, avec Henry Dundas, secrétaire d'État britannique aux colonies.
Le traité de Whitehall fut suivi par la « capitulation de la grande Anse » le 3 septembre 1793. Par ce traité, les Britanniques s’engagent vis-à-vis des Français à maintenir l’esclavage en échange du contrôle de l'île. Au 19 septembre, 500 soldats britanniques sont accueillis à Jérémie et au Môle-Saint-Nicolas le 22 septembre. Les royalistes livrent dans la foulée Saint-Marc, L'Arcahaie, Le Grand-Goâve, Tiburon et Léogâne. Pierre Venant de Charmilly se présente à Grande-Anse, entouré d'officiers et de troupes britanniques le 19 septembre 1793.

## Chronologie
- 30 juin 1791 : un navire anglais apporte au Cap-Français la nouvelle de  « l’infâme décret » [3] du 15 mai 1791 donnant les mêmes droits que les Blancs aux libres de couleur;
- juillet 1791 : on parle à Saint-Domingue d'envoyer « des commissaires pour Londres par la Jamaïque »[7];
- début août 1791, une assemblée coloniale au Cap-Français se présente comme légiférant souverainement contre le décret du 15 mai[4];
- 23 août 1791 : des esclaves des environs du Cap Français incendient des sucreries et tuent des gérants blancs;
- 24 août 1791 : un appel au secours à la Jamaïque officiellement lancé;
- 11 septembre 1791 : les 4 premières familles du sud de Saint-Domingue arrivent à Kingston;
- dseptembre 1791 : l’assemblée de la Jamaïque vient inspecter le Cap Français [4];
- avril 1792 : l'Assemblée jamaïcaine s'inquiète de l'afflux des réfugiés français de Saint-Domingue en Jamaïque et la plupart repartiront[4] car l’accueil ne fut « pas très chaud de la part des colons anglais »[4];
- 12 septembre 1792 : arrivée au Cap français, des commissaires civils de la République, Sonthonax et Polverel ;
- 21 octobre 1792 : Jean Jacques Pierre d'Esparbès de Lussan, gouverneur général de Saint-Domingue destitué par les commissaires civils;
- milieu de 1792 : les réfugiés français de Saint-Domingue en Jamaïque deviennent très nombreux [4];
- 12 décembre 1792 : proclamation du lieutenant-gouverneur de la Jamaïque interdisant aux étrangers de débarquer sans autorisation spéciale[4],[8];
- 1er février 1793 : la guerre franco-anglaise déclarée;
- 19 février 1793 : traité de Whitehall ;
- 11 avril 1793 : échec de la résistance des royalistes à Port-au-Prince;
- fin avril 1793 : une centaine d'opposants royalistes chassés de Port-au-Prince arrivent à Kingston en Jamaïque;
- avril 1793 : lettre à Pierre-Victor Malouet du chevalier de Beaunay, réfugié à Kingston, déclarant l'impatience de « voir les Anglais débarquer à Saint-Domingue »[4] et soulignant que les émigrés français en Jamaïque « recrutent un corps armé pour aider » à ce projet[4];
- juin 1793 : les Anglais contrôlent les navires qui sortent de Saint-Domingue les passagers sensibles internés à Kingston en Jamaïque;
- 23 juin 1793 : échec de la résistance royaliste au Cap-Français, la ville incendiée, ils doivent fuir aux États-Unis alors qu'ils auraient préféré Kingston en Jamaïque;
- septembre 1793 : débarquement anglais à Saint-Domingue;
- 16 septembre 1793 : les propriétaires blancs de l'île s'insurgent et entament une contre-révolution royaliste à la Martinique ;
- 4 février 1794 : abolition officielle de l'esclavage par la Convention ;
- 6 février 1794 au 21 mars 1794:  les Anglais conquièrent la Martinique
- 30 mars 1798 : Armistice franco-anglais à Saint-Domingue, négocié par Toussaint Louverture;
- 13 juin 1798 : convention commerciale tripartite de 1799 entre les Américains, les Anglais et Toussaint Louverture;
- 22 juillet 1795 : l'Espagne cède à la France la partie orientale de Saint-Domingue, par le traité de Bâle;
- novembre 1799 : Coup d'État du 18 Brumaire;
- 1er octobre 1800 : par le traité de San Ildefonso, l'Espagne cède à la France la Louisiane;
- mars 1801: traité d'Aranjuez (1801) confirmant le traité de San Ildefonso;
- décembre 1801 : l'expédition de Saint-Domingue débute;
- 20 mai 1802 : loi autorisant à nouveau l'esclavage là où il était appliqué;
- 16 juillet 1802 : arrêté consulaire autorisant à nouveau l'esclavage aussi en Guadeloupe.
- 1er novembre 1802 : décès de Leclerc, chef de l'expédition de Saint-Domingue;
- 7 décembre 1802 : arrêté consulaire rétablissant l'esclavage en Guyane;
- 24 avril 1803 :arrêté local de Victor Hugues complétant celui du 7 décembre;
- 4 juillet 1803 : Vente de la Louisiane par Napoléon aux États-Unis;
- décembre 1803: défaite finale de l'expédition de Saint-Domingue à la bataille de Vertières; fuite des planteurs blancs.